# Juan Pablo Vargas (político peruano)
Juan Pablo Vargas fue un político peruano. 
Fue elegido diputado suplente por la provincia de Calca entre 1868 y 1871 durante el gobierno de José Balta. Posteriormente sería elegido diputado por la provincia de Paucartambo en 1886 y reelecto en 1889 y 1892.